# Lastverteilerwerk

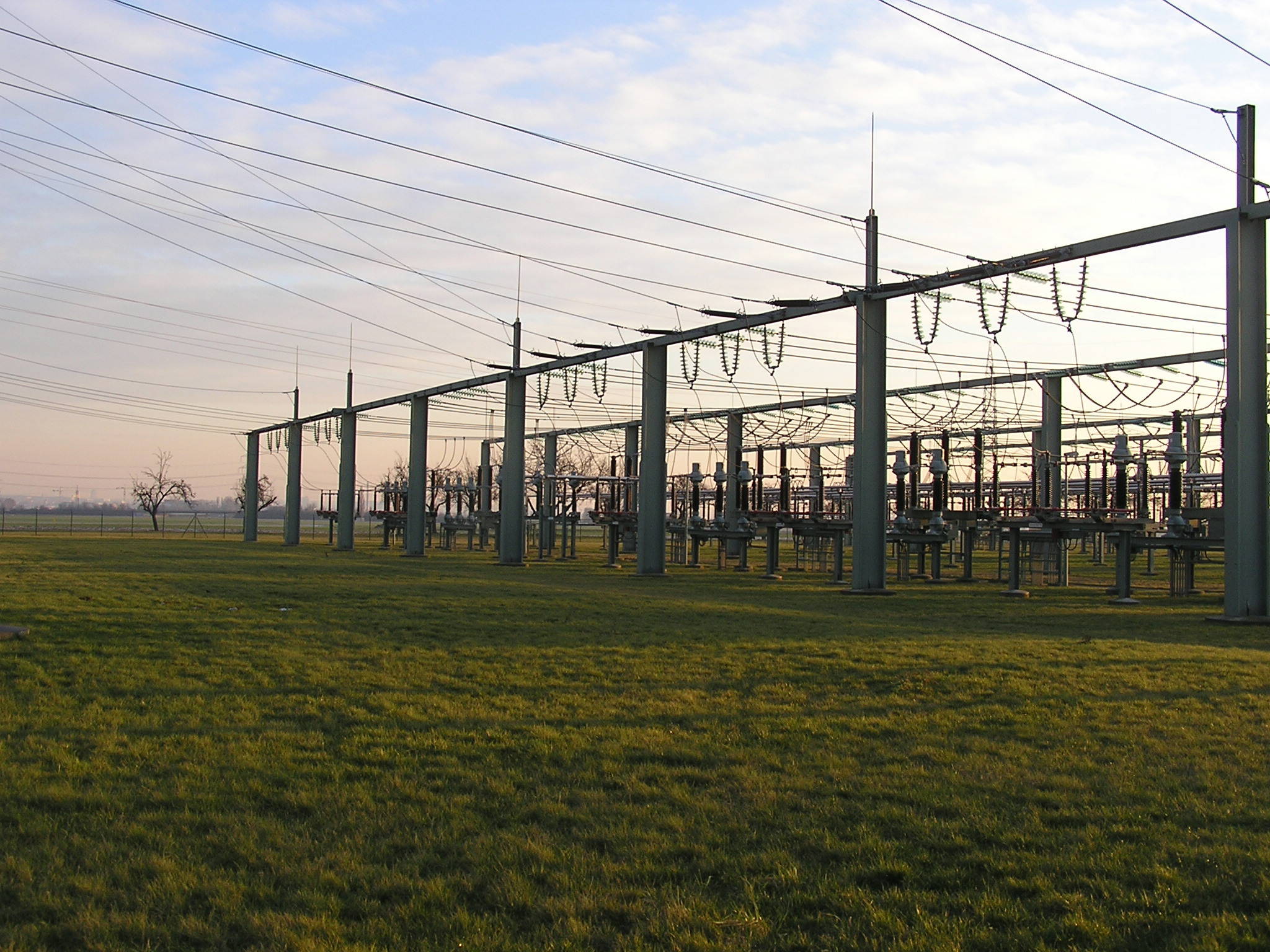
Abspannportal einer Schaltanlage

Ein Lastverteilerwerk (auch als Schaltwerk bezeichnet) wird in der Energiewirtschaft eingesetzt. Es ist eine Schaltanlage, in der wie in einem Umspannwerk Schalthandlungen vorgenommen werden und die auch so ausgeführt ist. Im Unterschied zu einem Umspannwerk wird jedoch die elektrische Spannung nicht zusätzlich in unterschiedliche Ebenen  transformiert.
Äußerlich gesehen sieht ein reines Lastverteilerwerk aus wie ein Umspannwerk, aber die Transformatoren und Schaltanlagen für verschiedene Spannungen fehlen. Ein Umspannwerk kann die Aufgaben eines Lastverteilerwerks übernehmen, und es ist auch in den meisten Fällen möglich, ein reines Lastverteilerwerk durch Aufstellen von Transformatoren und Errichten weiterer Schaltanlagen in Umspannwerke umzubauen.

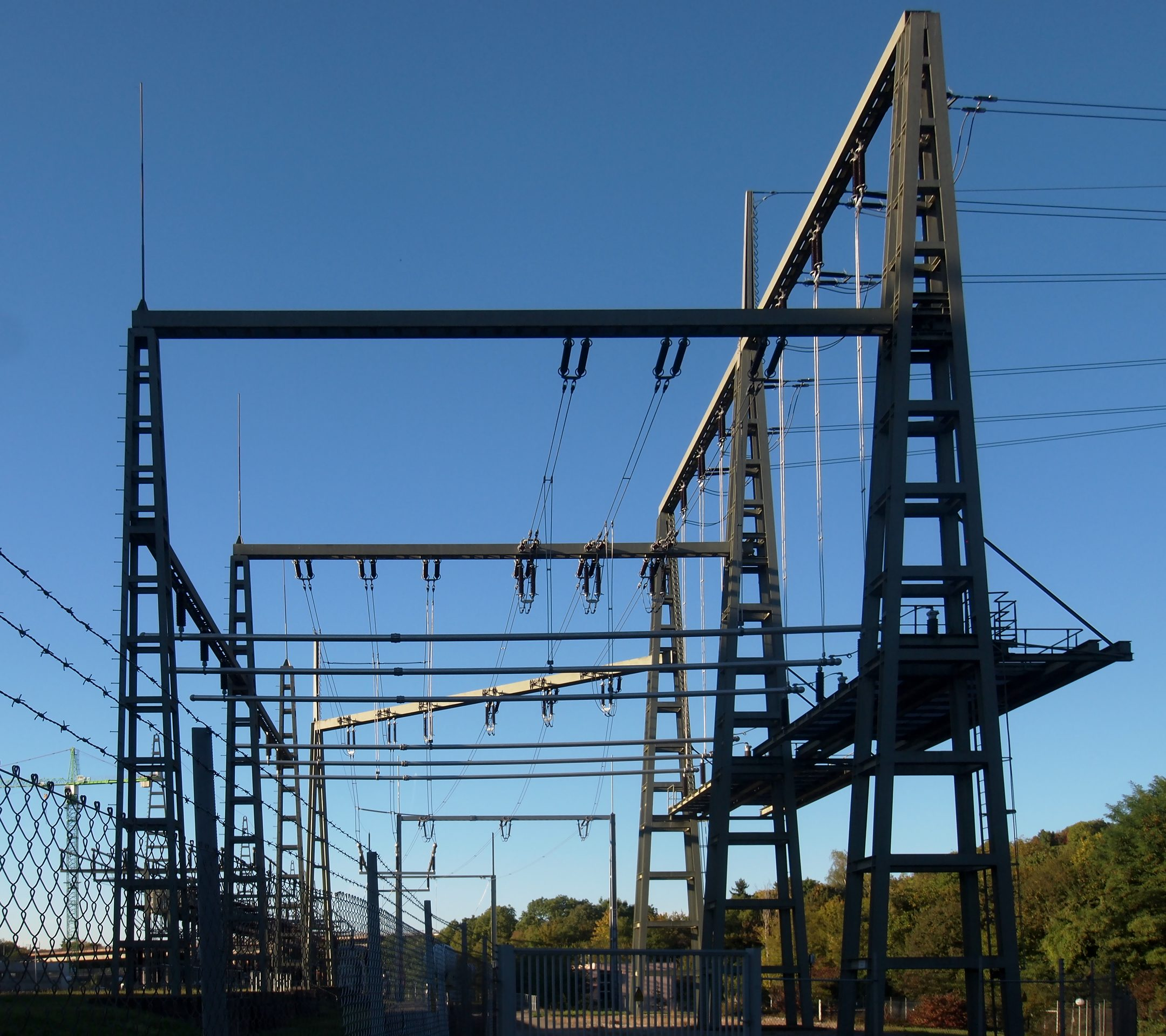
Im Umspannwerk Seewiesen in Stuttgart-Feuerbach wurden bei der Beseitigung der 220-kV-Ebene die Transformatoren entfernt.

Reine Lastverteilerwerke werden gelegentlich in der Nähe von Kraftwerken errichtet, wenn es nicht möglich ist, den Lastverteiler in der Schaltanlage des Kraftwerks zu installieren, weil aus diversen Gründen zum Kraftwerk nicht genügend Leitungen geführt werden können, oder weil die Anlage von mehreren nahe beieinander liegenden Kraftwerken genutzt werden soll.
Beispiele für Lastverteilerwerke findet man östlich von Neckarwestheim (je eines für Bahnstrom und eines für 220-kV-Drehstrom) und in Stuttgart-Mühlhausen.
Das Bahnstrom-Lastverteilerwerk Neckarwestheim ist neben den Bahnstrom-Schaltwerken Nenndorf und Nitzahn die einzige Schaltanlage für Bahnstrom, die nicht in der Nähe einer Eisenbahnstrecke oder auf dem Areal eines bahnstromerzeugenden Kraftwerks liegt. 
Lastverteilerwerke können auch bei Fernübertragungen eingesetzt werden, um im Störungsfall den Strom auf parallel verlaufende Leiter umschalten zu können. Ein Beispiel ist die HGÜ Inga–Shaba.